# Traugott Scherg
Traugott Scherg (* 10. Mai 1936 in Eichstätt; † 18. Juli 2017 in Pfaffenhofen an der Ilm) war ein deutscher Politiker (CSU). Von 1969 bis 1996 war er Landrat des Landkreises Pfaffenhofen.

## Leben
Traugott Scherg wurde als Sohn eines Oberforstmeisters geboren und wuchs nach dem Tod seiner Eltern in der Nähe von Burghausen auf. Scherg studierte Rechtswissenschaften in München und an der Universität Erlangen, wo er promovierte. Anschließend arbeitete er bei der Regierung von Oberbayern und kam 1964 als Verwaltungsjurist zum Landratsamt Pfaffenhofen.
Als Hans Eisenmann zum Bayerischen Staatsminister für Landwirtschaft und Forsten berufen wurde, wurde Scherg als dessen Nachfolger 1969 zum Landrat gewählt. Mit 33 Jahren war er zu diesem Zeitpunkt jüngster Landrat Deutschlands. In seiner Amtszeit wurde unter anderem der Bau des Kreiskrankenhauses, der heutigen Ilmtal-Klinik, beschlossen, das Schyren-Gymnasium erbaut und die Real- und die Berufsschule sowie die Förderschulen wurden völlig erneuert. Nach 27 Amtsjahren als Landrat ging er 1996 in den Ruhestand.

## Auszeichnungen
- 1981: Deutscher Preis für Denkmalschutz – Silberne Halbkugel – des Deutschen Nationalkomitees für Denkmalschutz
- 1982: Verdienstkreuz am Bande der Bundesrepublik Deutschland
- 1988: Verdienstkreuz 1. Klasse der Bundesrepublik Deutschland
- 1992: Bayerischer Verdienstorden[2]
- 1997: Goldene Stadtmedaille der Stadt Pfaffenhofen an der Ilm